# Елдерсло
Елдерсло (нід. Eldersloo) — селище в нідерландській провінції Дренте. Входить до муніципалітету А-ен-Гюнзе.
Перша згадка про населений пункт датується 1302 роком.